# Храпач Григорій Якович

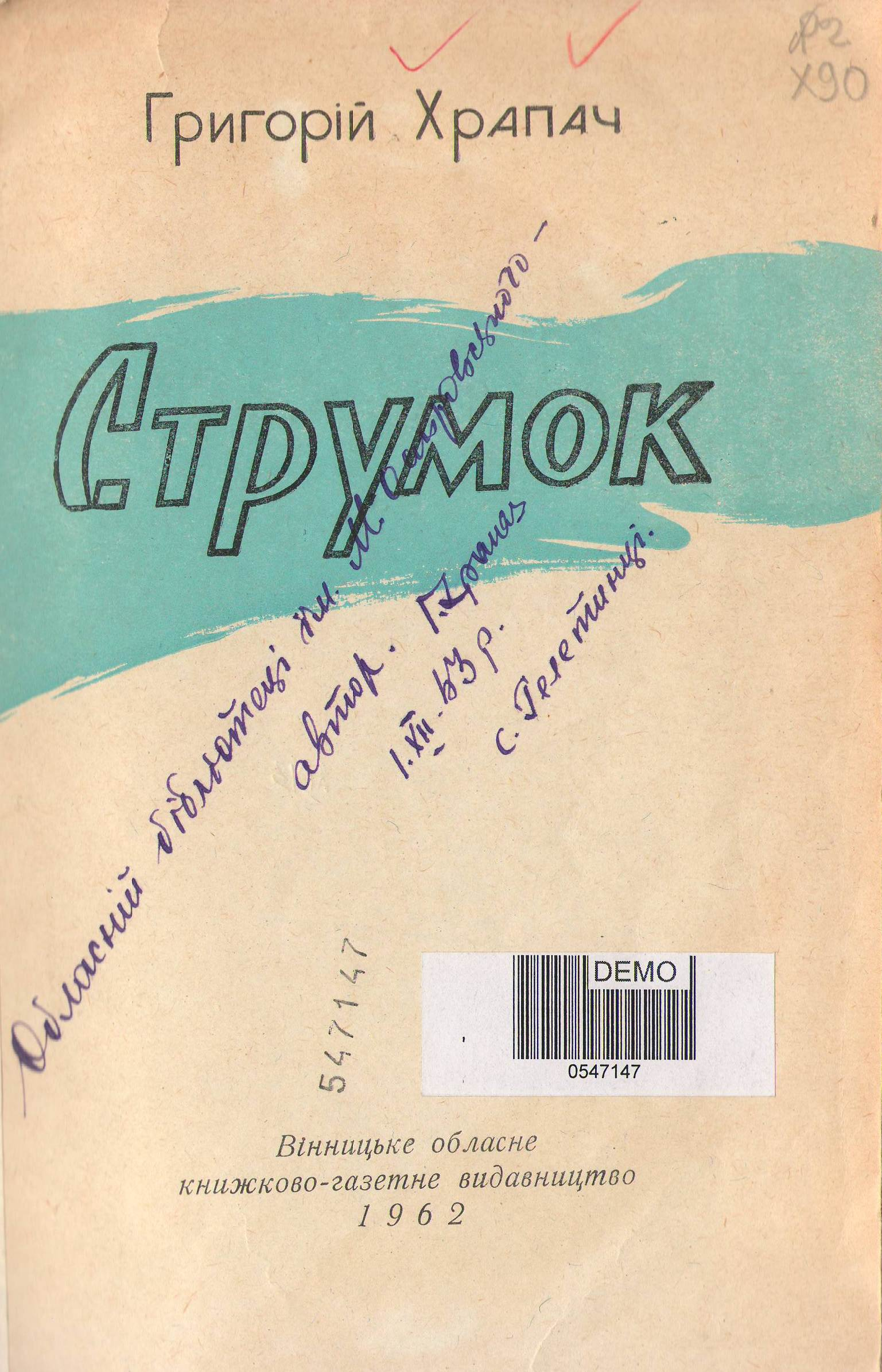
Титульна сторінка першої книжки Григорія Храпача з його дарчим написом для Хмельницької обласної універсальної наукової бібліотеки імені М. Островського

Храпач Григорій Якович (23 червня 1924, с. Гелетинці — 29 червня 2013) — поет, прозаїк, член Спілка письменників СРСР з 1979 року.

## Біографія
Народився 23 червня 1924 року у с. Гелетинці Хмельницького району Хмельницької області ( на той час Городоцького району Кам'янець-Подільської області) в родині хліборобів Якова Михайловича та Лукії Василівни. У 1930 році родину Григорія - батька з матір'ю та старшого брата Микиту висилають на  Північний Урал, Сибір, за відмову вступати в колгосп добровільно. Григорія з меншими сестрами Олею та Вірою залишають в селі під опікою одруженого брата.
Творчі здібності проявились у ранньому віці. Шестирічним пас корів, від пастухів навчився грати на сопілці. Згодом самостійно освоїв гру на мандоліні, скрипці, цимбалах. Його малюнки помітив учитель першого класу школи. Вірші і казки писав у третьому класі, власноруч ілюструючи їх.
Під час гітлерівської окупації краю у 1942-1943 роках друкувався в газеті "Український голос" , що виходила у Проскурові (нині Хмельницький).
Учасник Другої світової війни з березня 1944 року як боєць 113-го запасного полку 4-го Українського фронту. Згодом брав участь у визволенні Чехословаччини, Польщі, Східної Німеччини. Був поранений.
Після демобілізації у1947 році вступив на навчання до Львівського інституту прикладного і декоративного мистецтва.
У 1962 році заочно закінчив філологічий факультет Львівського державного університету ім. I. Франка.
Працював учителем української мови і літератури та малювання у Гелетинецькій загальноосвітній школі. Друкувався у періодичних, окремих виданнях. Був делегатом IX з'їзду письменників України (1986).
Помер 29 червня 2013 року на 90-му році життя. Похований в рідному селі.

## Окремо видані твори
Його перу належать близько 30 книжок для дітей та юнацтва, що вийшли окремим друком. Перша збірка віршів та загадок для дітей "Струмок" вийшла у 1962 році. Наступними були :
«Хто відгадає?»: збірка загадок (1072),
«Ластів'ята»: оповідання (1979),
«Коли ім'я гарне»: оповідання (1981),
Коло- потьоколо": загадки (1983),
«Жайворонки над нивою»: оповідання (1984),
«Шапка невидимка»(1984),
«Так пахне хліб»: оповідання (1986),
«Чую тебе, земле»: худож.-докум. повість (1987),
"Золотавка, або Пригоди молодої бджілки": повість-казка (1988),
«Джерело»(1990),

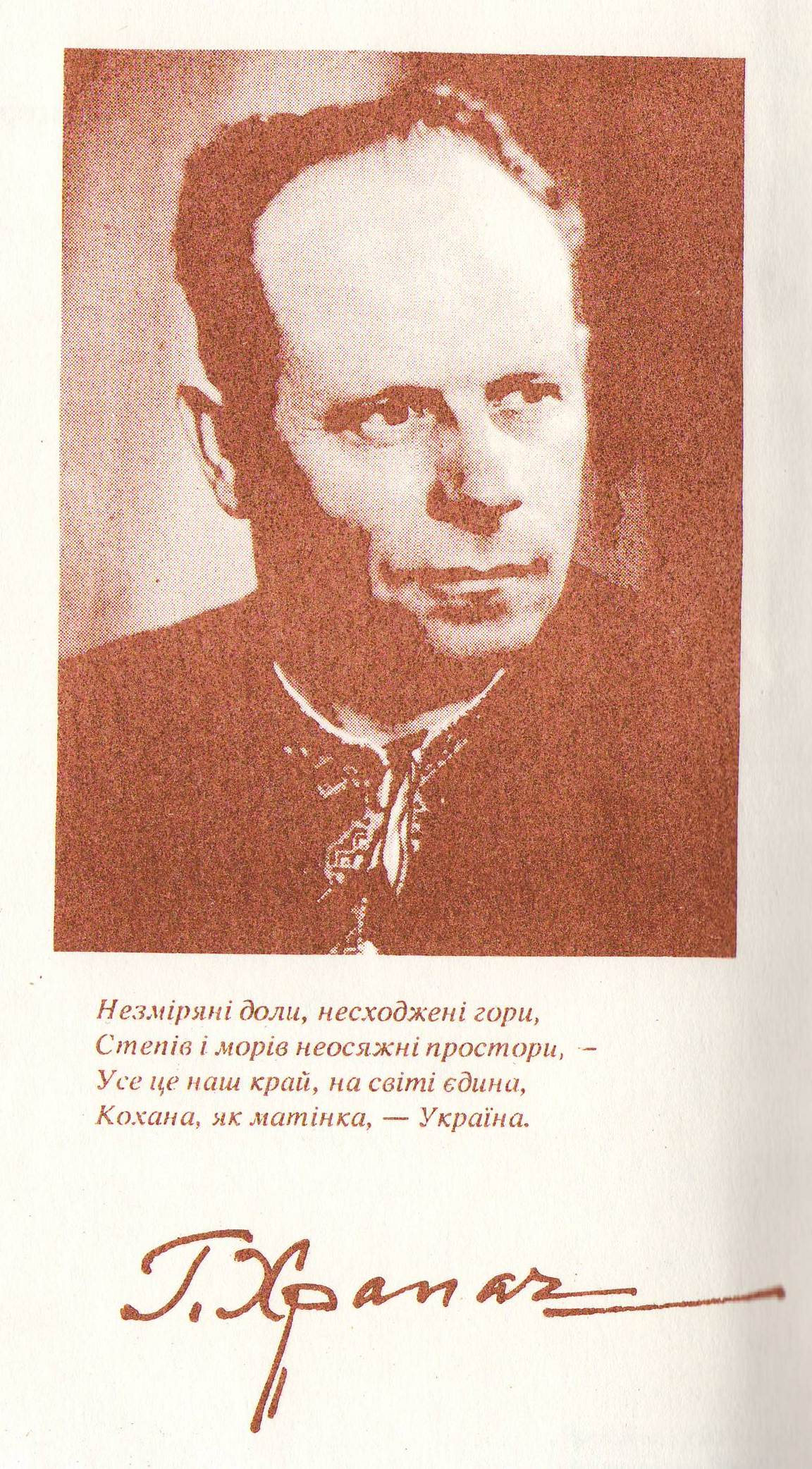
Фотопортрет Григорія Хпарача з його віршем і підписом

«Сонцекрилка, або Життя та пригоди бджілок": повість-феєрія (1996),
«Разом прочитаєм- разом відгадаєм: загадки»(1991),
«Я заграю на дуду»: книжка-картинка (1993),
«Грайлик»,
«Під хрестом": повість-реквієм (1993),
«Цифротвір» : казки для малят (1993),
"Вибране" (1994),
«Абетка»(1995),
«Загадки» (1995),
«100 загадок»(1996),
«Вибрані твори для дітей та юнацтва» (2003),
«Ми живемо в Україні» : вірші та загадки (2006),
"Ріка": вибрані твори для дітейта юнацтва (2008),
«Скрик», «Тридзвін» та інші.
Його твори перекладені мовами світу — Європи, Азії, Америки.

## Нагороди
Бойові нагороди - Орден Вітчизняної війни 2 ступеня, медалі за участь у Другій світовій війні.
Творчі відзнаки : Хмельницька обласна премія імені Микити Годованця (1994), Хмельницька обласна літературна премія імені Володимира Булаєнка (2005), Хмельницька обласна премія імені Тараса Шевченка (1998), Хмельницька міська премія імені Богдана Хмельницького (1997)

## Про нього
1. Літератори Хмельниччини: довідник Хмельницьк. обл. орг. Спілки письменників України.-Хмельницький.-1997.-С.28
2. Члени Національної спілки письменників України: Хмельницька область: Біобібліогр. довідник / Хмельниц.ОУНБ.-Хмельницький,2019.-С.208-210.[1]
3. Друга світова війна у творчості літераторів Хмельниччини: Біобібліогр. покажч./Хмельницька ОУНБ ім.М.Островського.-Хмельницький,2015.-С.49.[2]
4. Храпач Григорій Якович.Основні твори// Міні-довідник юного краєзнавця.-Електронний ресурс Хмельницької обласної бібліотеки для дітей імені Т.Г.Шевченка[3]
5. Сизокрил: до 85-річчя від дня народження подільського письменника Г.Я.Храпача: біобібліографічний покажчик /Хмельницька обласна бібліотека для дітей імені Т.Г.Шевченка.-Хмельницький,2008.-70с.[4]
6. Храпач Г. Ручейче. Птичарник. Край гората. Дъга / Г.Я.Храпач // Антология  хмельницки поети. – Силистра, 1977. – С. 64-67.

1. ↑  Електронна бібліотека Хмельницької обласної універсальної наукової бібліотеки (PDF). Процитовано 08.05.2023.
2. ↑  Хмельницька обласна уніврсальна наукова бібліотека. Видання. 2015 (PDF). Процитовано 08.05.2023.
3. ↑  Храпач Григорій Якович. Письменники Хмельниччини: Міні-довідник юного краєзнавця. Процитовано 08.05.2023.
4. ↑  Хмельницька обласна бібліотека для дітей імені Т.Г.Шевченка. Процитовано 08.05.2023.